# GO-CARD postkort
GO-CARD er reklame- og kunstpostkort. De er placeret i stativer til fri afbenyttelse på landets caféer og biografer.
GO-CARD startede i 1990 i et kælderlokale på Østerbro, efter at grundlæggeren Anders Elberling havde opdaget, at cafeerne i Paris blev brugt som distributionscentraler for flyers, postkort mm. Anders Elberling udviklede, da han kom hjem fra sin ’studierejse’, grundkonceptet til det GO-CARD vi kender i dag – nemlig verdens ældste rendyrkede postkortmedie. GO-CARD distribuerer i dag mere end 30 millioner postkort om året i Danmark via cafeer, biografer, restauranter og take aways.

## Ekstern henvisning
- GO-CARD Arkiveret 4. oktober 2006 hos  Wayback Machine
- Kontakt GO-CARD Arkiveret 14. juni 2022 hos  Wayback Machine